# Brug 182
Brug 182 is een vaste brug in Amsterdam Oud-West.
Ze is gelegen boven de schutsluis Haarlemmervaart in de Haarlemmervaart nabij de Van Slingelandtstraat. De voetbrug leidt naar het terrein van de voormalige Westergasfabriek, het andere verkeer moet gebruik maken van de ten oosten van de sluis gelegen brug 463. De brug bestaat uit een enkele overspanning waarop houten dwarsbalken liggen, waarop weer houten balustrades zijn geplaatst. De brug heeft daarbij een zwakke welving. De brug had tot april 2016 in Sluisje een bijnaam, maar die bijnamen werden in die maand allemaal geschrapt door de gemeente Amsterdam. Sindsdien gaat de brug anoniem door het leven. De schutsluis Haarlemmervaart is inclusief sluiswoning en gemaal sinds 2003 een rijksmonument. Wanneer de loopbrug exact geplaatst is, is vooralsnog onbekend, maar in 1920 is zij op een foto vastgelegd.
<<< · 100 · 101 · 102 · 103 ·  105 · 106 · 107 · 108 · 109 ·  110 · 111 · 112 · 113 · 114 · 115 · 116 · 117 · 118 · 119 · 120 · 121 · 122 · 123 · 124 · 125 · 126 · 127 · 128 · 129 · 130 · 131 · 132 · 135 · 136 · 137 · 138 · 139 · 140 · 141 · 142 · 143 · 144 · 145 · 146 · 147 · 148 · 149 ·  150 · 151 · 152 · 155 · 156 · 159 · 160 · 161 · 162 · 163 · 164 · 165 · 166 · 167 · 168 · 169 ·  170 · 171 · 172 · 173 · 174 · 175 · 176 · 177 · 178 · 179 · 180 · 181 · 182 · 183 · 184 · 185 · 186 · 187 · 189 · 190 · 191 · 192 · 193 · 194 · 195 · 196 · 198 · 199 · >>>
Brugnummers 104, 133, 134, 153, 154, 157, 158, 188 en 197 zijn niet (meer) in gebruik.